# Mende-Schrift

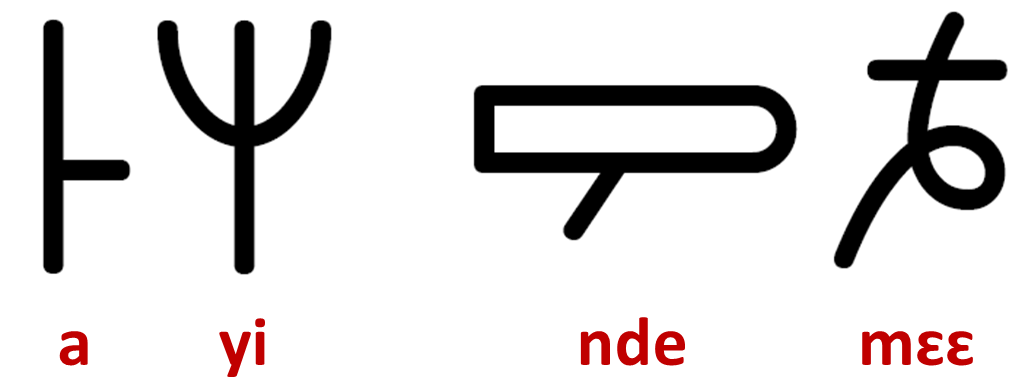
„“ in der Mende-Schrift Kikakui (von rechts nach links zu lesen)

Die Mende-Schrift oder Kikakui ist eine Silbenschrift, mit der das westafrikanische Volk der Mende seine zur Mandinka-Gruppe gehörende Mende-Sprache aufzeichnete. 
Sie wurde von Mohammed Turay und später von seinem Koranschüler Kìsmi Kamára entwickelt, wobei nicht klar ist, inwiefern sie dabei von der Vai-Schrift oder der arabischen Schrift beeinflusst wurde. Es gibt auch ein dazugehöriges Nummernschreibsystem, das ebenfalls gänzlich original ist und wie die Buchstaben der Schrift von rechts nach links geschrieben wird.

## Beispiel
Ki-ka-ku in Kikakui: Es wird – wie im Arabischen – von rechts nach links geschrieben und gelesen.
|    |    |    |
| ku | ka | ki |

## Geschichte
Die Mende-Schrift wurde von Mohammed Turay (geb. ca. 1850), einem islamischen Gelehrten, in der Stadt Maka im Häuptlingstum Barri (im Süden des heutigen Sierra Leone) kreiert. 
Einer von Turays Koranschülern war ein junger Mann namens Kìsmi Kamára. Kamára war zugleich der Enkel von Turays Schwester. Turay entwickelte eine Schriftform, genannt 'Mende Abajada' (zu dt. Mende-Alphabet), die von der Vai-Silbenschrift und von der Konsonantenschrift des arabischen Alphabets inspiriert wurde.
Turays Mende Abajada wurde in Bezug auf die Anordnung der Zeichen von Kamára erweitert, der versuchte, die ersten 42 Zeichen der Schrift anzupassen, sodass die Schrift eine Abugida-Schrift darstellt. Kamára entwickelte die Schrift weiter (mit der Hilfe seiner Brüder), indem er mehr als 150 andere Silbenzeichen hinzufügte. Er verschaffte der Schrift Popularität und gewann eine ganze Anhängerschaft als Ergebnis; dies nutzte er, um sich selbst als einen der wichtigsten Häuptlinge im Süden Sierra Leones der damaligen Zeit zu etablieren (er war bereits vorher kein einfacher Dorfmeister).
Kikakui wird heute immer noch verwendet, aber fehlerfrei beherrscht wird die Schrift von nur noch 500 Personen. Das lateinische Alphabet hat Kikakui unter den Mende-Sprechern weitgehend verdrängt.
Im Juni 2014 wurde die Schrift im Standard Unicode 7.0 als Unicodeblock Mende-Schrift (U+1E800–U+1E8DF) aufgenommen.